# Saint-Denis-des-Murs
Saint-Denis-des-Murs település Franciaországban, Haute-Vienne megyében. Lakosainak száma 549 fő (2022. január 1.). Saint-Denis-des-Murs Saint-Léonard-de-Noblat, Bujaleuf, Champnétery, Eybouleuf, La Geneytouse, Masléon, Roziers-Saint-Georges, Saint-Bonnet-Briance és Saint-Paul községekkel határos.

## Népesség
A település népessége az elmúlt években az alábbi módon változott:
| Lakosok száma | 529  | 527  | 534  | 529  | 535  | 541  | 543  | 544  | 549  |
|               | 2013 | 2015 | 2016 | 2017 | 2018 | 2019 | 2020 | 2021 | 2022 |